# Cremona (província)
A província de Cremona é uma província italiana da região da Lombardia com cerca de 360.173 habitantes, densidade de 189 hab/km². Está dividida em 115 comunas, sendo a capital Cremona.
Faz fronteira a norte com a província de Bérgamo e a de Bréscia, a este com a província de Mântua, a sul com a região da Emília-Romanha (província de Parma e província de Piacenza) e a oeste com a província de Lodi e com a província de Milão.

## Comunas
A província de Cremona está dividida em 115 comunas: 
- Acquanegra Cremonese
- Agnadello
- Annicco
- Azzanello
- Bagnolo Cremasco
- Bonemerse
- Bordolano
- Ca' d'Andrea
- Calvatone
- Camisano
- Campagnola Cremasca
- Capergnanica
- Cappella Cantone
- Cappella de' Picenardi
- Capralba
- Casalbuttano ed Uniti
- Casale Cremasco-Vidolasco
- Casaletto Ceredano
- Casaletto Vaprio
- Casaletto di Sopra
- Casalmaggiore
- Casalmorano
- Castel Gabbiano
- Casteldidone
- Castelleone
- Castelverde
- Castelvisconti
- Cella Dati
- Chieve
- Cicognolo
- Cingia de' Botti
- Corte de' Cortesi con Cignone
- Corte de' Frati
- Credera Rubbiano
- Crema
- Cremona
- Cremosano
- Crotta d'Adda
- Cumignano sul Naviglio
- Derovere
- Dovera
- Drizzona
- Fiesco
- Formigara
- Gabbioneta-Binanuova
- Gadesco-Pieve Delmona
- Genivolta
- Gerre de' Caprioli
- Gombito
- Grontardo
- Grumello Cremonese ed Uniti
- Gussola
- Isola Dovarese
- Izano
- Madignano
- Malagnino
- Martignana di Po
- Monte Cremasco
- Montodine
- Moscazzano
- Motta Baluffi
- Offanengo
- Olmeneta
- Ostiano
- Paderno Ponchielli
- Palazzo Pignano
- Pandino
- Persico Dosimo
- Pescarolo ed Uniti
- Pessina Cremonese
- Piadena
- Pianengo
- Pieranica
- Pieve San Giacomo
- Pieve d'Olmi
- Pizzighettone
- Pozzaglio ed Uniti
- Quintano
- Ricengo
- Ripalta Arpina
- Ripalta Cremasca
- Ripalta Guerina
- Rivarolo del Re ed Uniti
- Rivolta d'Adda
- Robecco d'Oglio
- Romanengo
- Salvirola
- San Bassano
- San Daniele Po
- San Giovanni in Croce
- San Martino del Lago
- Scandolara Ravara
- Scandolara Ripa d'Oglio
- Sergnano
- Sesto ed Uniti
- Solarolo Rainerio
- Soncino
- Soresina
- Sospiro
- Spinadesco
- Spineda
- Spino d'Adda
- Stagno Lombardo
- Ticengo
- Torlino Vimercati
- Tornata
- Torre de' Picenardi
- Torricella del Pizzo
- Trescore Cremasco
- Trigolo
- Vaiano Cremasco
- Vailate
- Vescovato
- Volongo
- Voltido